# دم‌بالان
دم‌بالان (نام علمی: Caudipteridae) نام یک تیره از شاخه طنابداران است.